# TI SR-50

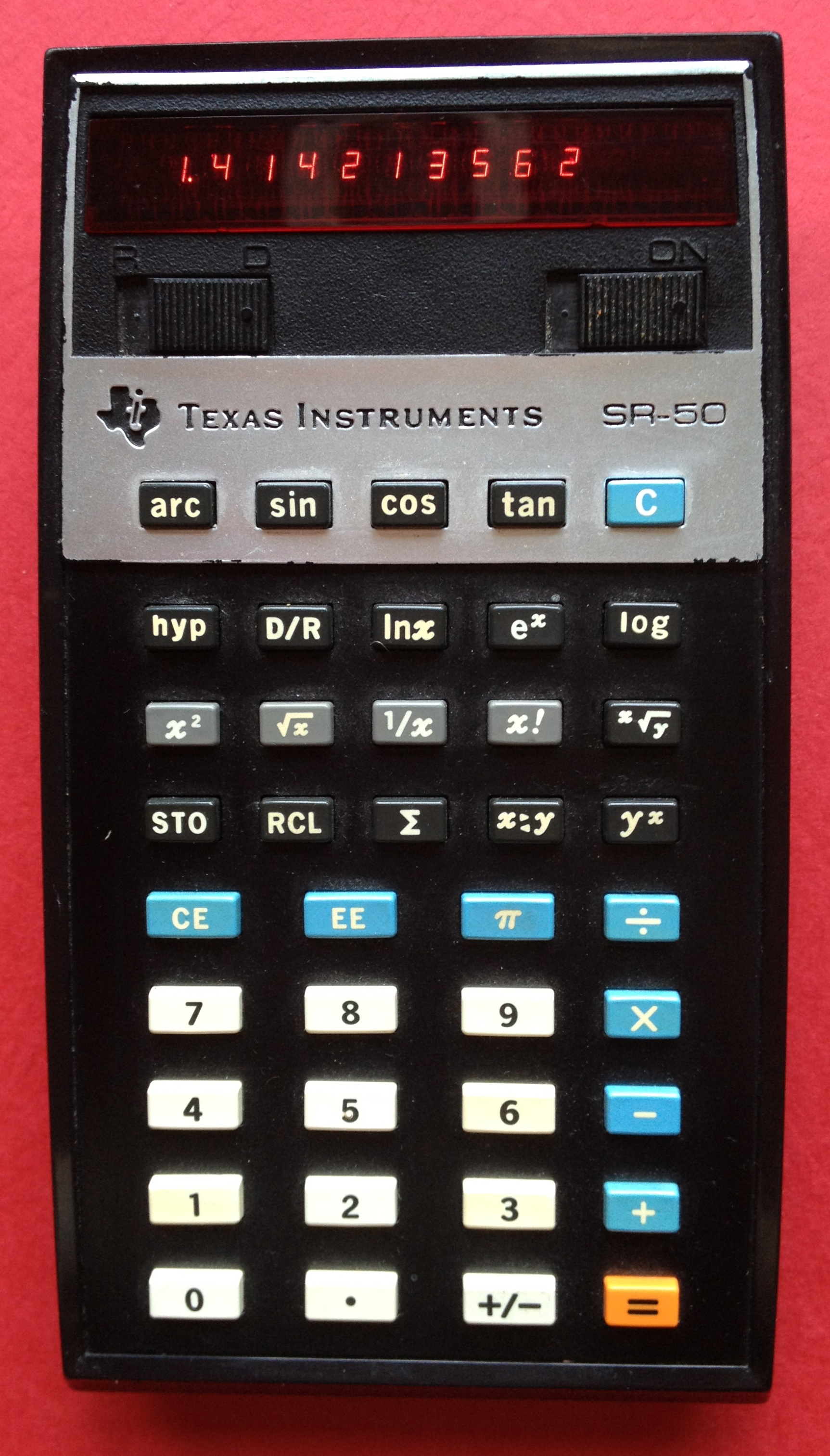
A SR-50.

SR-50 foi a primeira calculadora científica de bolso da Texas Instruments com funções trigonométricas e logarítmicas. Aprimorou as calculadoras anteriores SR-10 e SR-11, introduzidas em 1973, que tinham notação científica, quadrado, raiz quadrada e recíprocos, mas não tinham funções trigonométricas ou logarítmicas. A SR-50 foi introduzida em 1974, com preço de venda de US$ 170. Ela competiu com a Hewlett-Packard HP-35.

## Design
A SR-50 media 5-3/4 polegadas de comprimento por 3-1/8 polegadas de largura por 1-3/16 polegadas de altura (147 mm por 78 mm por 31 mm) e era alimentada por uma bateria recarregável NiCad, construída a partir de três células AA soldadas. Ela tinha 40 teclas e interruptores deslizantes fixas para graus/radianos e ON/OFF. "SR" significava "régua de cálculo."
A SR-50 teve visor LED vermelho com uma mantissa de dez dígitos assinado mais um expoente de dois dígitos assinado para números de ponto flutuante (valores negativos foram indicados com um sinal de menos de liderança e valores positivos com nenhum sinal). Internamente, os cálculos foram realizados com uma mantissa de 13 dígitos, proporcionando maior precisão de cálculo que a precisão de 10 dígitos da maioria das calculadoras científicas da época. Após o sinal à esquerda, o display consistiu de sete segmentos além de ponto decimal. Uma exibição intermitente indica um erro, como um erro de cálculo ou um overflow ou condição underflow.

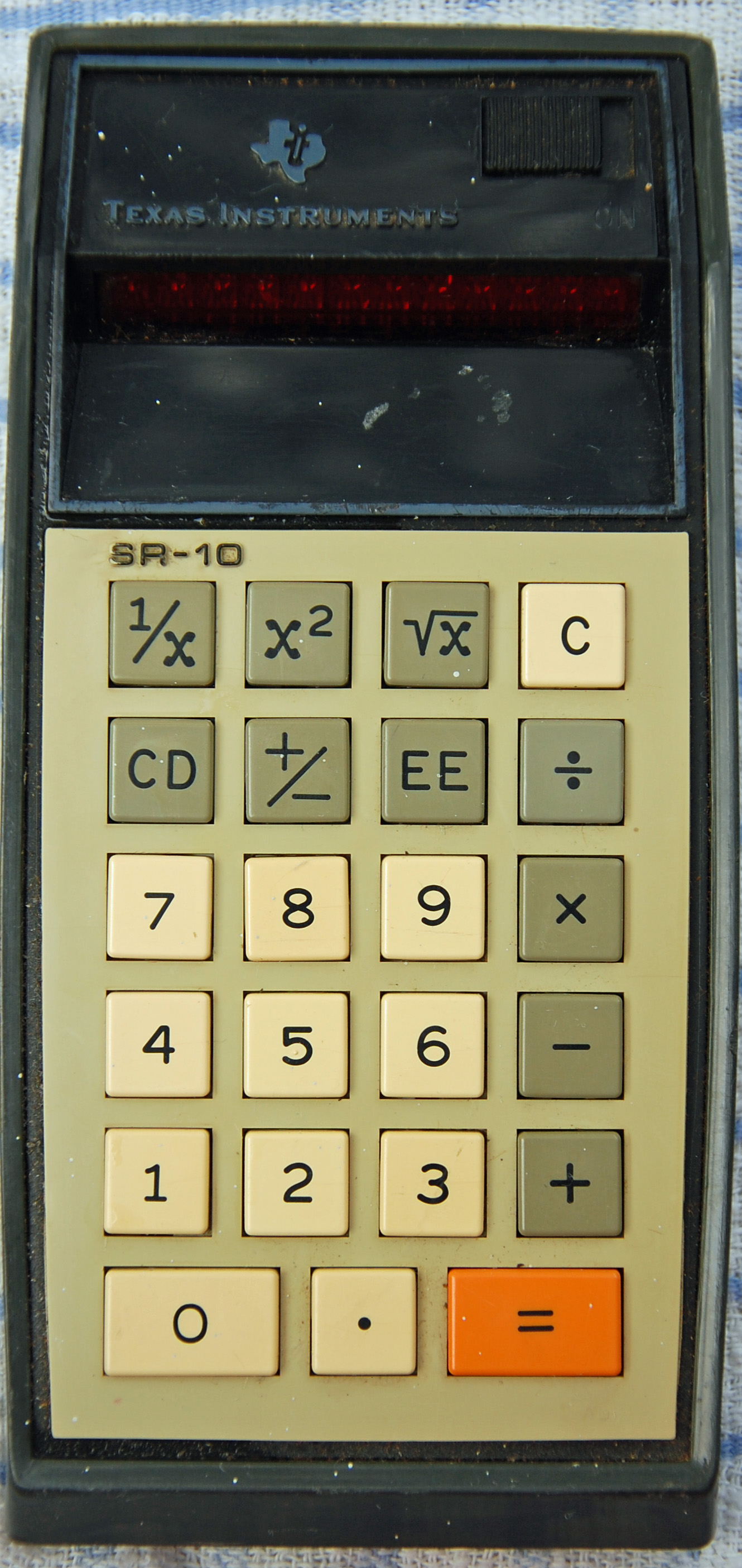
SR-10
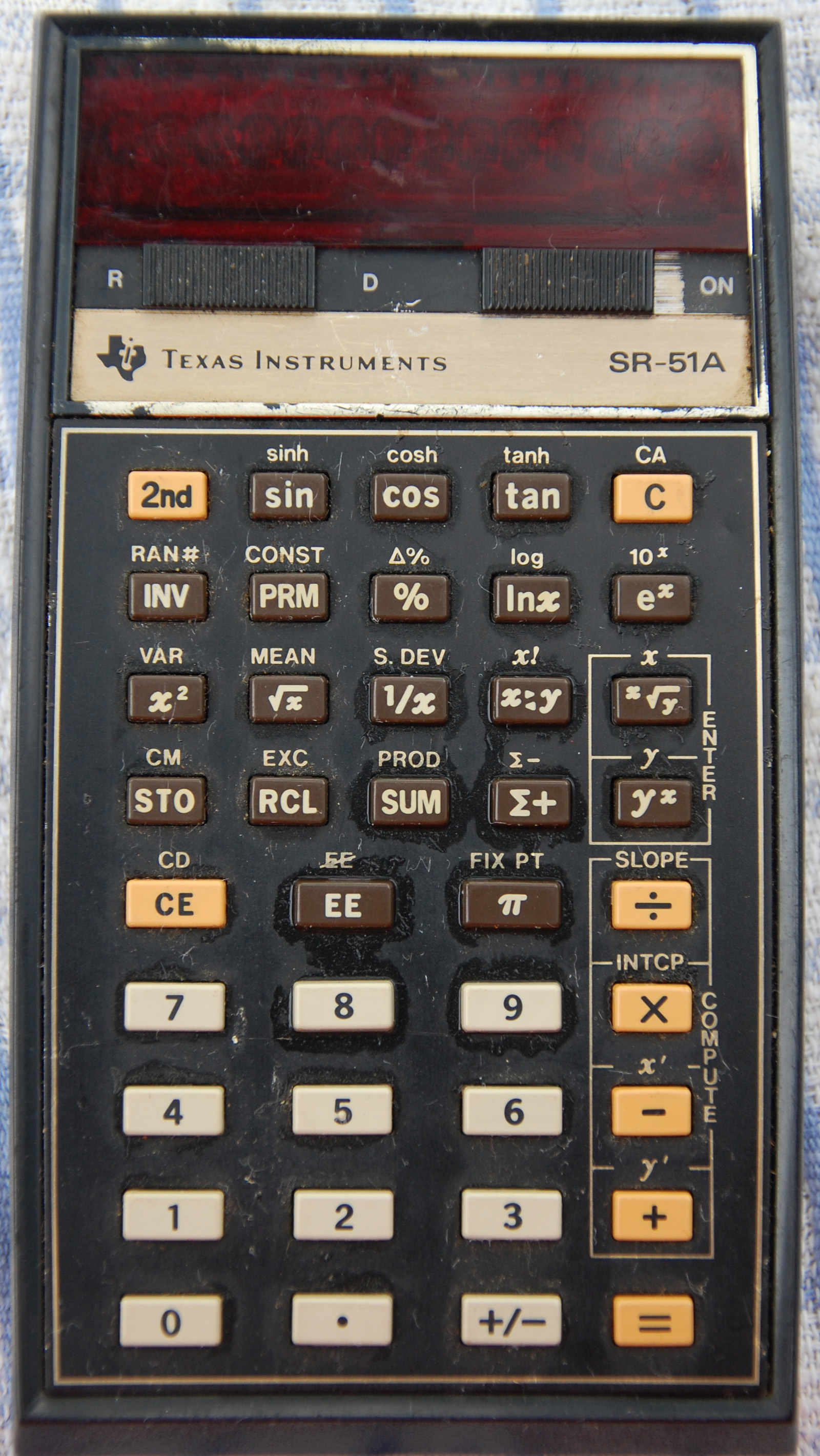
SR-51A com funções estatísticas
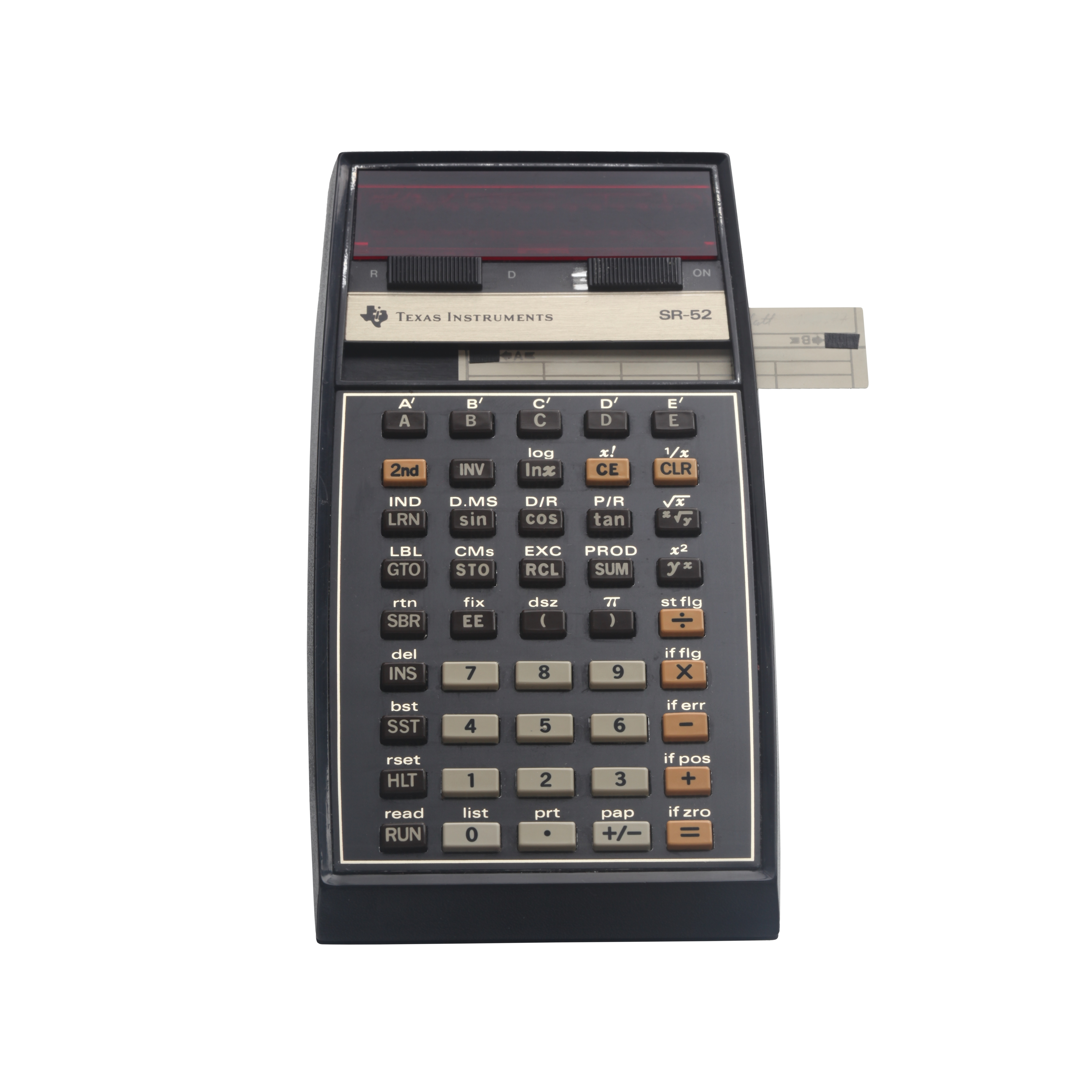
TI SR-52 exposta no Musée Bolo, EPFL, Lausanne.
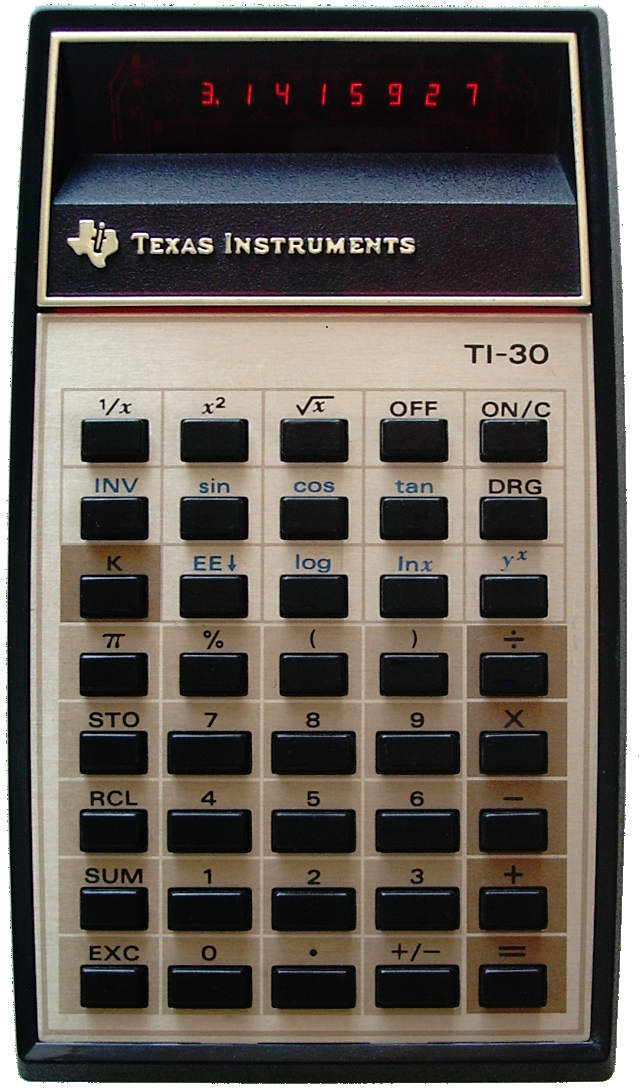
TI-30
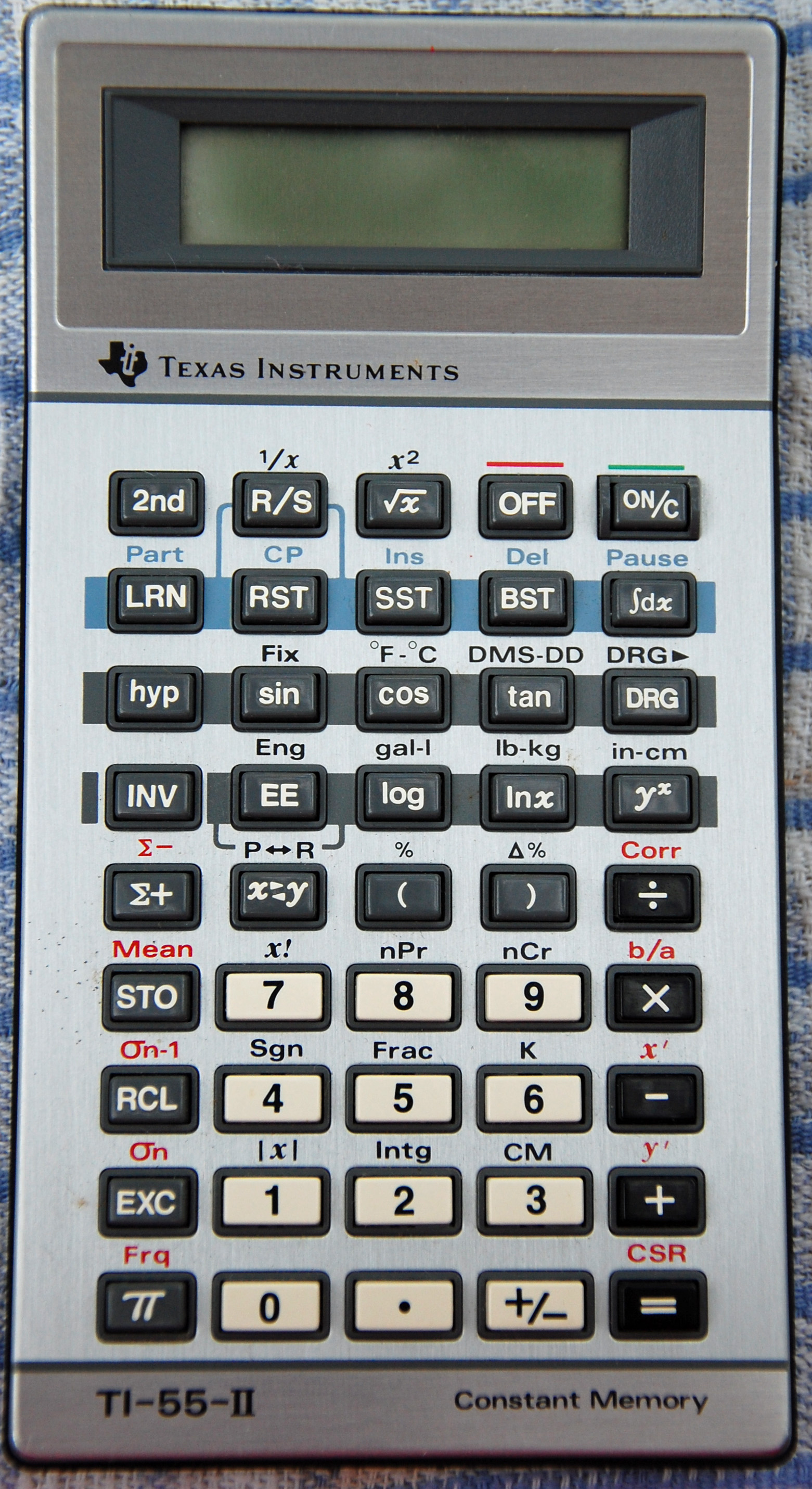
TI-55-II